# مونيكا ميغيل
مونيكا لويزا ميغيل (بالإسبانية: Mónica Miguel)‏ (13 مارس 1936 - 12 أغسطس 2020)، هي ممثلة ومخرجة ومغنية مكسيكية.

## من أعمالها
- بيت برناردا ألبا (مسرحية)

## روابط خارجية
- مونيكا ميغيل على موقع IMDb (الإنجليزية)
- مونيكا ميغيل على موقع قاعدة بيانات الفيلم (الإنجليزية)
- مونيكا ميغيل في قاعدة بيانات الأفلام على الإنترنت